# Guadalcanal (Sevilla)
Guadalcanal ist eine spanische Gemeinde in Andalusien in der Provinz Sevilla, 110 Kilometer nördlich der Stadt Sevilla.
Die Gemeinde hat 2.522 Einwohnern (Stand: 2024). Sie ist der Geburtsort des Seefahrers Pedro de Ortega, der nach ihr 1568 die salomonische Insel Guadalcanal benannt hat.
Der Name der Gemeinde stammt von der arabischen Bezeichnung Wadi al-Qanal / وادي القنال / Wādī l-Qanāl, was "Fluß des Kanals" oder, nach einer populären Etymologie, "Fluss der Schöpfung" bedeutet.